# Табинська сільська рада
Таби́нське сільська рада (рос. Табыский сельский совет) — муніципальне утворення у складі Гафурійського району Башкортостану, Росія. Адміністративний центр — село Табинське.

## Населення
Населення — 2651 особа (2019, 3017 в 2010, 3518 в 2002).

## Склад
До складу поселення входять такі населені пункти:
| Населений пункт                | Населення, осіб (2002) | Населення, осіб (2010) |
| ------------------------------ | ---------------------- | ---------------------- |
| Архангельське, село            | 198                    | 145                    |
| Ахметка, присілок              | 84                     | 53                     |
| Березовка, присілок            | 126                    | 154                    |
| Героєвка, присілок             | 13                     | 0                      |
| Кузьма-Александровка, присілок | 10                     | 1                      |
| Нові Бурли, присілок           | 88                     | 73                     |
| Павловка, присілок             | 71                     | 57                     |
| Побєда, присілок               | 13                     | 1                      |
| Родина, село                   | 794                    | 703                    |
| Табинське, село                | 2134                   | 1827                   |